# Gagea punjabica
Gagea punjabica là một loài thực vật có hoa trong họ Liliaceae. Loài này được Levichev & Ali mô tả khoa học đầu tiên năm 2006.